# Bajen Fans

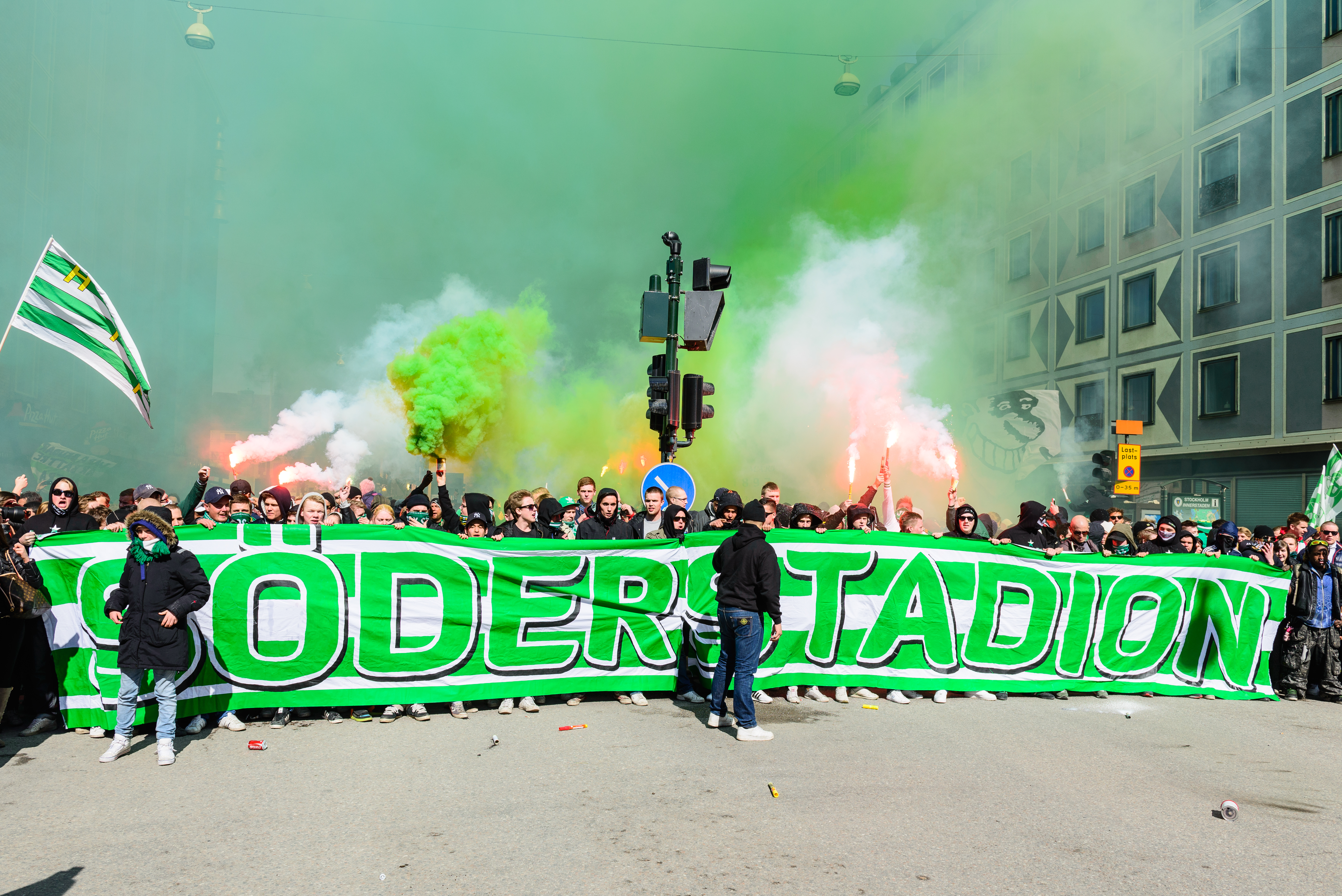
Supportermarschen 2013 mellan Medborgarplatsen och Söderstadion inför säsongens första hemmamatch.

Bajen Fans är en fristående supporterförening till Hammarby IF.
Bajen Fans betyder två saker. Dels är det namnet på den hejarklack som stödjer Hammarby IF, alltså namnet på själva det fysiska kollektiv som finns på läktaren, dels är det namnet på den förening som organiserar denna hejarklack. 
Den fristående supporterföreningen Bajen Fans grundades i november 1981. Namnet konstruerades vid föreningsbildningen. Fram till dess hade hejarklacken haft benämningen "Bajenklacken" eller liknande. Föreningens rötter kan urskiljas vid mitten av 1970-talet. Det var då den supportergeneration som är född i slutet av 1950-talet och början av 1960-talet började samlas på en viss sektion på matcherna. Under 1970-talets slut växte denna skara. Den organiserade supporterverksamheten, främst resor till vissa bortamatcher, skedde vid denna tid i Hammarby Supporterklubbs regi. I takt med att supportrarna i ungdomsgenerationen blev allt fler uppstod motsättningar med de äldre.
Efter en del incidenter tog den äldre generationen samt Hammarby Fotboll avstånd från verksamheten och utifrån de förutsättningarna bildades Bajen Fans. Föreningens företrädare har hela tiden försökt att propagera för att man så långt som möjligt skall hålla ihop supporterkollektivet. Detta anser man är det bästa sättet att motverka de negativa tendenser som finns. Unikt med Bajen Fans är att den generation som grundade föreningen fortfarande i högsta grad deltar i verksamheten och att man lyckats hålla ihop föreningen för varje ny supportergeneration som kommit. Man har dessutom till viss del lyckats inlemma även äldre supportrar i föreningen. Bajen Fans är idag ingen ungdomsorganisation.
Föreningsbildandet sammanföll med en för Hammarby IF framgångsrik tid. 1982 tog först hockeylaget för första gången steget upp i Elitserien och senare samma år spelade fotbollen SM-final. Antalet medlemmar det första verksamhetsåret var närmare 1300. Under mitten av 1980-talet minskade sedan antalet medlemmar, som lägst var det knappt 500. Vid slutet av 1980-talet började medlemsantalet åter att öka och 1994 uppgick det till närmare 3400, året därpå till 4000.
2011 hade Bajen Fans 6268 betalande medlemmar – vilket gör supporterföreningen till landets största någonsin. Bajen Fans har hela tiden varit fristående från Hammarby IF. Man har dock alltid haft kontakt med "moderföreningen", och under senare år har dessa kontakter varit mycket intensiva och i stort ömsesidigt positiva. Bajen Fans har (december 2012) över 9050 medlemmar.
Bajen Fans hade tidigare ett eget öl som såldes på Systembolaget. Den var dock en beställningsvara överallt utom på systembolaget vid Gullmarsplan där den fanns på lager. 2013 återlanserades supporterölen bryggt av Slottskällans bryggeri i Uppsala.
Föreningen har även en egen ordlista, BAOL, som samlar ord som är unika i verksamhetens relevans.
Bajen Fans har även tillsammans med Sebastian Bojassén startat en fotbollsskola i Colombia. Sedan 2012 finns även ett elitlag i bowling, Bajen Fans Bowling.

## Föreningens ordföranden
- 1981–1989 Stefan Magnusson
- 1990–1994	Göran Rickmer
- 1995–1998	Anders Jutterström
- 1999–2000	Tobias Häggström
- 2001–2003	Magnus Wilhelmsson
- 2004–2005	Mikael Hällbom
- 2005–2008	Staffan Swing
- 2009–2011	Daniel Sundqvist
- 2011–2012	Jakob Uddeholt
- 2012–2013	Sebastian Kuijpens
- 2013–2014	Mia Lindberg
- 2014–2016	Ludvig Davidsson
- 2016–2019	Sandra Gaye
- 2019–2022	Jonas Karlsson Öhlin
- 2022–2023	Kalle Strandberg Lind
- 2023– Marcus Beckford

## Klubbar
- Bajen Fans Hockey – nuvarande ishockeysektion
- Bajen Fans Bowling